# 시카우라정
시카우라정(四ヶ浦町)은 후쿠이현 뉴군에 있던 정이다. 현재의 에치젠정에 해당한다.

## 역사
- 1889년 4월 1일 - 정촌제 시행에 의해 5개 촌의 구역을 가지고 성립하였다.
- 1907년 8월 1일 - 가미미사키촌과 합병해, 새로운 시카우라정이 성립하였다,
- 1946년 8월 1일 - 정으로 승격해 시카우라정이 되었다.
- 1955년 3월 1일 - 시로사키촌과 합병해 에치젠정이 성립하여, 동일 시카우라정은 폐지되었다.

## 참고문헌
- 角川日本地名大辞典 18 福井県